# بيل وودز
بيل وودز (بالإنجليزية: Bill Woods)‏ هو صحفي أسترالي، ولد في 1962 في مورويا (كوينزلاند) في أستراليا.

## وصلات خارجية
- بيل وودز على موقع IMDb (الإنجليزية)